# Ioszif Petrovics Bobrov
Ioszif Petrovics Bobrov (udmurtul Иосиф Петрович Бобров) (Szizgurt, 1943. június 6. –) udmurt költő, író, tanár.

## Életpályája
Az udmurtföldi Alnasi járás Szizgurt (Сизьгурт) (oroszul Дятлево) falujában született 1943-ban. 1960–62-ben úttörővezető volt, majd 1963-tól matematika- és fizikatanár a Sztarij Utcsan-i középiskolában. 1968-ban a Komszomol alnasi járási bizottságának másodtitkára lett. 1970-től tanár, 1982-től pedig igazgató volt az Udmurtszkoje Gondirevó-i középiskolában. 1979-ben diplomázott az Udmurt Állami Egyetem bölcsészettudományi karán.
Első versei az Alnasszkij Kolhoznyik nevű című újságban jelentek meg, majd a Szovjetszkaja Udmurtyija (ma: Udmurt dunnye) újságban, később a jelentősebb udmurt újságokban és magazinokban (Molot, Kenyes, Invozso). 1983-ban adta ki első verseskötetét, Пыштурын („Szurokfű”) címmel. 1990-ben Выжыос-сяськаос („Gyökerek-virágok”) címmel egy könyvet is kiadott. Számos verse megzenésítve népszerű dal. Mari nyelvből is fordított verseket.